# ピョウタンの滝
ピョウタンの滝（ピョウタンのたき）は、北海道十勝総合振興局管内河西郡中札内村の札内川上流域にある滝である。地図上では滝として記されているが、本来は人の手により建設されたダムであった。ピョウタンの滝の元となったダムは小水力発電の取水施設として建設され、1954年6月に竣工式が執り行われて農協ダムと呼ばれた。しかし1年後の1955年7月、豪雨により流された土砂で埋没し、発電施設も壊滅的打撃を受けて再建は断念された。残された堰堤はいつしか「ピョウタンの滝」と呼ばれるようになり、周辺一帯が「南札内渓谷札内川園地」として整備され、札内川を代表する観光名所となった。堰堤の全高は18メートル、長さは84.5メートルである。自然の大岩をいくつも抱き込むようにコンクリート堤体が建設され、自然の滝のような落水表情が得られている。

## 歴史

### 小水力発電所の建設の背景
北海道の電気事業は、1889年（明治22年）設立の札幌電灯舎によって始まり、同社は1891年（明治24年）に25キロワットの汽力発電（高温高圧の蒸気でタービン発電機を回す火力発電）を開始した。その後、小樽、函館、旭川など都市部で電気事業者が設立されたほか、炭鉱、製紙工場、製鉄工場などの企業が大規模な自家発電施設の建設を始めた。1935年（昭和10年）代までに北海道の電気事業者は80社を超え、道内各地に電気が通るようになった。しかし、広大な北海道では都市部から離れた農村や漁村において電力供給を受けるには多額の負担金が必要となり、依然として照明を石油ランプに頼る生活を余儀なくされていた。
北海道各地の地域限定発電事業は、太平洋戦争が勃発する1941年（昭和16年）に配電統制令によって国家管理の下におかれ、戦後は電気事業再編成令と公益事業令によって1951年（昭和26年）に発足した北海道電力に引き継がれた。日本政府は、無電灯地帯を解消するため、自家用小水力発電を積極的に援助する方針を採った。1949年（昭和24年）には北海道も「自家用小発電施設補助規則」を制定し、小水力発電施設を対象に補助金の交付を決めた。国と道の補助率はそれぞれ事業費の30分の8以内（後に3分の1以内に増額）となり、合わせると半額以上の補助が得られることとなったほか、長期融資制度も設けられた。国と道の施策により、北海道内の無電灯地帯では自家用小水力発電の機運が急速に高まっていった。補助制度を利用して建設された小水力発電所は、全道で115か所にのぼった。
このころ、中札内村は国道沿線が電化されていたものの全戸数の3分の2は依然としてランプ生活であり、1951年（昭和26年）の春、中札内村農業協同組合は、札内川上流に自家用小水力発電所を建設することを決めた。中札内村の500戸と隣接する大正村（現・帯広市）と更別村の一部を合わせて680戸に電力を供給する計画であった。国と道からの補助を受けてもなお、長期融資により各戸から年収の半分に相当する資金を調達しての事業となった。

### 農協ダムの建設
発電所の発注者は中札内村農業協同組合で、監督官庁は札幌通商産業局と北海道十勝支庁（現・十勝総合振興局）であった。設計と工事監理は、発電所の工事経験を持つ土木技術者が札幌通商産業局により斡旋されて担当した。工事は、帯広の土木建築請負業である萩原組（現・萩原建設工業） が担当した。
発電形式は水路式とされ、ダム（堰堤）を建設し、その右岸の取水口から水路で約500メートル下流の発電施設上部まで水を通し、水車を回す方式が採用された。地質調査会社と札幌通商産業局、十勝支庁の河川技術者の立ち会いのもと、ダムと発電所の位置が協議・決定された。
ダムの建設地点は大きな岩が川を狭めている所で、この大岩から右岸方向に堤体を建設するよう設計が行われた。
北海道の河川は冬季には凍結して水量が減少する。ダムの堤体工事は、この冬の渇水期に川を堰き止めて一気に終わらせる計画であった。半川締切工法と呼ばれる工法を用い、ダム左岸にあたる大岩を削って排水路を仮設し、ダム上流にあたる部分に締切堤を設けて建設予定地から水を抜き、コンクリート製の堤体を建設する予定であった。しかし、1952年（昭和27年）春まで行われた最初の年の工事では、基礎となる岩盤が現れる前に河川が増水して締切堤が流されてしまい、工事を完成できなかった。また、工事中の大雨の際、流水によって仮排水路の周囲がえぐられてしまっていた。
改めて地質調査を行った結果、岩盤が想定よりも数メートル深いことが分かったほか、周囲の樹木を調査したところ、予定していた堤頂よりも上まで水が押し寄せていた形跡が見つかった。ダムは設計が変更され、当初12メートル（15メートルとの記録もある）を予定していた堤高は18メートルとなり、コンクリート堤体は中央に大岩を残して左右から巻き込むような形となり、堤頂長は59.6メートルに拡大された。設計変更により工事金額は倍増し、翌1953年（昭和28年）の工事も難航した。最後は、毎日増水してくる雪解け水との競争となり、際どいところで完成したという。完成したダムは、堤頂長59.9メートル、総落差14.05メートル、有効落差9.32メートルであり、「農協ダム」と呼ばれた。また、堤体工事と前後して水路と発電施設も完成し、水車は200キロワットのものが設置された。配電線用地は村民からの提供により確保され、4210本の電柱は村民の労力奉仕によって立てられた。建設費用は1億6千4百万円を要したとされる。
1954年（昭和29年）1月に試験送電が開始され、中札内村、大正村、更別村の750戸に電灯がともった。中札内村史では「村内一面の家庭の中は夜が明けたように点灯された。一球、一球の光が祭りのように賑わった」と記されている。同年6月には竣工式が盛大に執り行われ、村の発展を象徴する式典に村全体が沸いた。

### 水害による壊滅的被害
村民に喜びをもたらした発電所の運転は順調とは言えなかった。冬の北海道は寒さで河川が凍結するため、厳冬期には発電量が激減し、送電できない日もあった。また、施設の故障が相次ぎ、水路や貯水槽などの補修が繰り返され、設計の半分以下の発電量となった。中札内村農協では、電力不足の際には中札内村の中心部に届いていた北海道電力から買電することを決め、追加の配線工事が行われた。
そして、竣工式から約1年後の1955年（昭和30年）7月、運命の日を迎える。豪雨によって札内川は大洪水となり、大量の土石流と流木が押し寄せた。一夜にして流れてきた16万立方メートルもの土砂でダムは埋没し、貯水不能となったほか、下流の発電施設も壊滅的打撃を受けた。ダム中央の大岩に生えていたエゾマツなどもそぎ落とされ、左岸もえぐられた。札内川は多雨期に急激に水かさを増す川だったのに加え、前年の洞爺丸台風で上流域の森林が大打撃を受け、林相が変化していたことも原因であった。
同じ日、十勝地方の小水力発電所は全て被災しているが、それらの施設は次々と再建が決まった。しかし、札内川小水力発電所だけは再建を断念した。建設費以上の復旧費用が必要とわかり、村では大議論の末に配電設備を活用して北海道電力から買電することになった。北海道電力からの配線工事が行われていたため、洪水による停電期間は1日だけで済んだとされる。
国と道の補助制度を利用して建設された道内115か所の発電所は、電力需要の増大に耐えられる規模ではなかったほか、運営組織が小規模で技術力・経営力が十分ではなかった上、水害に対して弱かった。また、河川に対する認識が甘く、調査が不十分であったことも指摘されている。後に関係者の一人は「あの暴れ川にあの規模の施設を造ろうと考えたこと自体が、国や道を含めて、皆の力の及ばないことだったのだと思う」と述懐しており、無謀な事業であったとの見方もある。一方で、農協ダムが膨大な砂礫をためたことで、下流域の被害が抑えられたという指摘もあり、この水害以降、札内川では大規模な砂防工事が行われた。また、農協ダムの上流3キロメートルの地点には、発電、洪水調整、水道水源などを目的とした札内川ダムが1981年（昭和56年）に着工し、1998年（平成10年）に完成している。

### 景勝地としてのピョウタンの滝
被災後のダムは水利権保持の手続きを取ってそのまま残されていた。1つの滝のような姿となったダムが、いつからピョウタンの滝と呼ばれるようになったかは、はっきりしない。「ピョウタン」の語源はアイヌ語で「小さな砂利の多いところ」という意味の「ピヨロ・コタン」とされるが、「ヒョウタン」から転じたという説もある。かつて付近に「ピョウタン沢」と呼ばれる地名があったともされる。1969年（昭和44年）の記録には「元・札内川電力ダム」との表記があるが、ダムはいつしか「ピョウタンの滝」と呼ばれるようになり、1973年5月の中札内村の広報誌では「ピョウタンの滝」の名で紹介されている。
ピョウタンの滝の周辺一帯を整備する動きが現れたのもこの頃で、1966年（昭和41年）に中札内村は「元・札内川電力ダム」付近に東屋を建設しようとしている。この背景として、日高山脈を横断して中札内村と静内町（現、新ひだか町）を結ぶ日高横断道路の実現に向けた運動が進んでいたことと、付近の林道整備が進んでいたことから、滝近辺の渓谷美を活かした村づくりの新しい気運を生み出そうという気持ちが施政者にあったとされる。また、1972年（昭和47年）には、簡易水道の取水施設として北海道がダムを買い上げることになった。この際、改修工事が行われ、出水時の越流に合わせて左岸川が広げられ、堤頂長が84.5メートルに拡大された。
村内のやまべ養殖事業の興産、そして南札内渓谷への関心を高める取り組みとして、1972年5月16日と翌年5月15日に、ダム跡地の右岸にてそれぞれ1万匹以上のやまべを放流する催しが行われた。この催しは1974年（昭和49年）の5月12日からは「ピョウタンの滝やまべ放流祭」と名付けられ祭り形態の催事となった。そして、この動きと連動するようにピョウタンの滝下流で札内川を横断する「虹大橋」の建設が進められ、1974年の10月30日に完成した。1975年（昭和50年）の第四回「やまべ放流祭」では放流数5万匹、参加者は千名となり、太鼓演奏などの催しも行われた。1976年（昭和51年）からは、7月1日のやまべの解禁日に合わせ、「やまべ放流祭」の開催が7月第一日曜日に変わり、以降この開催日で定着している。また、中札内村によって札内川園地の整備が始まっており、同年、林野庁により「南札内渓谷札内川園地」に指定され、翌年の1977年度（昭和52年度）から本格的な整備が進められた。1976年（昭和51年）から1991年（平成3年）までの間で断続的に、トイレや駐車場、キャンプ場などのほか、運動施設や野外ステージ、遊歩道などが整備され、札内川園地の敷地総面積は12万ヘクタールにまで広がった。この間、1981年（昭和56年）には「日高山脈襟裳国定公園（現、日高山脈襟裳十勝国立公園）」が指定され、札内川園地も公園内に含まれた。1991年（平成3年）には中札内村のシンボルマークが決定し、ピョウタンの滝の「タン」にちなんで「ピータン」と名付けられている。
ピョウタンの滝は札内川園地の入口に位置し、札内川を代表する観光名所となった。札内川園地は最盛期には集客数が年間10万人前後にのぼり、十勝管内随一の優良な公園として評価された。「ダムとしては使えなかったけど、観光客を呼ぶ“滝”としては一級品」とも言われた。しかし、その後は集客数が減少に転じ、ピョウタンの滝の上流に札内川ダムが完成した時点で6万5千人、2006年度（平成18年度）には2万2千人となった。この集客数減少の原因には、ライフスタイルの変化や集客施設の多様化が考えられているほか、札内川上流域の活性化の決め手と期待されていた日高横断道路の建設が2003年（平成15年）に凍結・中止されたことも要因の一つに挙げられている。
このような状況ではあるが「やまべ放流祭」は毎年続けられており、2011年（平成23年）には40回の節目を迎えている。また、2008年（平成20年）には「北海道遺産」を取りまとめた北海道遺産構想推進協議会により「ムラの宝物」に選定された。

## 地理
ピョウタンの滝がある札内川は、中部日高山脈の渓流を集め北東方向へ流下し、十勝平野の中央部で十勝川に合流する。ピョウタンの滝は札内川上流域にあり、滝の3キロメートル上流には札内川ダムがある。
ピョウタンの滝は、前述の通り人工のダムとして建設されたが、2015年現在の地図では滝として記されている。堰堤の全高は18メートル、長さは84.5メートルである。水の落ち口は砂防堰堤のように長く平らになっているが、コンクリート堤体が自然の大岩をいくつも挟み込んでおり、水はそこで砕けて落下し、自然の滝のような落水表情が得られている。

## 観光
ピョウタンの滝を含む一帯は「札内川園地」として公園整備されており、トイレや駐車場、キャンプ場、パークゴルフ場やテニスコート、木製のアスレチック遊具、野外ステージ、遊歩道などが整備されている ほか、レストランなどがある。また、日高山脈のジオラマや動植物などを展示し、最新の登山情報を提供する「日高山脈山岳センター」も立地する。
札内川園地の開園期間は4月下旬から10月下旬である。札内川園地は、春にはニリンソウ、エゾエンゴサク、シラネアオイなどの野草が花を咲かせ、夏には涼気につつまれた避暑地となり、秋には周辺の山々が紅葉に彩られる。園地内には、高さ30メートル以上、直径2.5メートル、推定樹齢250年のカツラや「21世紀十勝の名木100選」に選ばれている推定樹齢90年のカツラをはじめ、ヤチダモなどの木々が茂る。
札内川ではやまべやニジマスの渓流釣りが楽しめるほか、園地内では遊歩道を散策したり、運動施設で体を動かして楽しむこともできる。また、レンタサイクルもあり、上流の札内川ダムなどまで自転車で周遊することもできる。
毎年7月第一日曜日にはやまべ放流祭が開催され、稚魚の放流式やショーや食市などが行われるほか、上流の札内川ダムでも見学会が実施されたりしている。また札内川園地の開園期間中にはラフティングが体験できるイベントなども実施されることがある。
ピョウタンの滝の所在地は、北海道河西郡中札内村南札内713。現地までのアクセスは、中札内村中心部の道道清水大樹線から道道静内中札内線を通って約20キロメートルである。